# Liane B. Russell

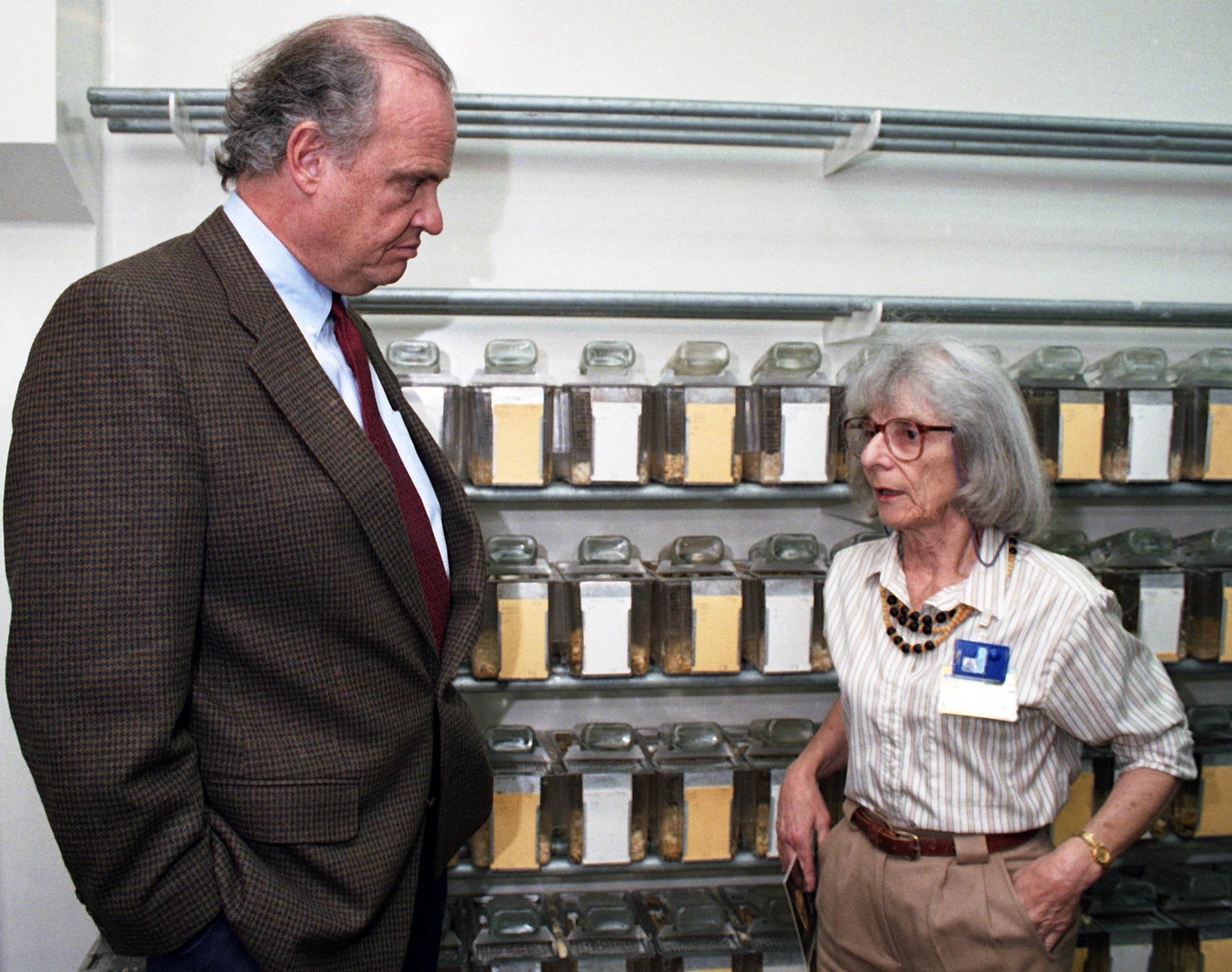
Fred Thompson (links) mit Liane B. Russell 1996

Liane Brauch „Lee“ Russell (* 27. August 1923 in Wien; † 20. Juli 2019) war eine US-amerikanische Genetikerin.

## Werdegang
Russell kam aus einer wohlsituierten jüdischen Familie in Wien (ihr Vater war Chemiker) und konnte mit ihrer Familie nach dem Anschluss Österreichs 1938 nach England auswandern. 1941 kam sie in die USA und wurde 1946 US-Staatsbürgerin. Sie studierte am Hunter College in New York City und wurde 1945 an der University of Chicago in Zoologie promoviert. Sie heiratete den Genetiker William L. Russell, mit dem sie zwei Kinder hatte. Ab 1943 forschte sie am Jackson Memorial Laboratory und ab 1947 am Oak Ridge National Laboratory, wo ihr Ehemann William Russell ein Labor für das Studium der Auswirkung von Strahlung auf das genetische Material von Säugetieren (Mäusen) aufbaute. Liane Russell forschte selbst schwerpunktmäßig auf dem Gebiet der strahlungsinduzierten Mutationen bei Säugetieren (zum Beispiel Perioden, in denen Mäuseembryos besonders empfindlich für Strahlung sind), später auch von Chemikalien. Sie wurde Senior Fellow des Labors, leitete 1975 bis 1995 die Abteilung Säugetiergenetik und -entwicklung (Mammalian Genetics and Development) und ging 2002 in den Ruhestand.
1961 schlug sie gleichzeitig mit und unabhängig von Mary Frances Lyon vor, dass bei weiblichen Säugern nur ein X-Chromosom (von den beiden vorhandenen) aktiv ist.
Sie war auch Naturschutzaktivistin, war 1966 an der Gründung der Organisation Tennessee Citizens for Wilderness Planning beteiligt, die nach jahrelanger Lobbyarbeit 1976 Schutzstatus für das Big South Fork National River and Recreation Area erreichten.
1993 erhielt sie den Enrico-Fermi-Preis. 1986 wurde sie Mitglied der National Academy of Sciences. 1973 erhielt sie mit William Russell die Röntgen-Plakette.